# اسنوبرد ایرلاینز
اسنوبرد ایرلاینز (به انگلیسی: Snowbird Airlines) یک شرکت هواپیمایی است که در ۲۰۱۳ میلادی تأسیس شده و در ۲ اکتبر ۲۰۱۴ فعالیتش را آغاز کرده‌است. دفتر مرکزی اسنوبرد ایرلاینز در وانتا، فنلاند واقع شده‌است و به ۷ مقصد، پرواز انجام می‌دهد.